# قورينا
قورينا (وتُنطق أحيانًا كيريني) كانت مستعمرة يونانية قديمة ثم مدينة رومانية تقع قرب مدينة شحات الحالية في شمال شرقي ليبيا ضمن منطقة برقة. كانت قورينا جزءًا من خماسية برقة، وهي اتحاد لخمسة مدن هامة، ومنها اشتُق اسم الإقليم التاريخي برقة.
تقع قورينا على مرتفعات الجبل الأخضر، وتغطي آثارها الأثرية عدة هكتارات، وتضم معابد ضخمة، وستوا، ومسارح، وحمّامات، وكنائس، ومساكن فخمة. تُحيط بالمدينة مقبرة قورينا. أدرج الموقع ضمن قائمة مواقع التراث العالمي منذ عام 1982. وكان ميناؤها أبولونيا (مرسى سوسة)، ويقع على بُعد حوالي 16 كم شمالًا.
وفقًا للتقليد الإغريقي، نُسب تأسيس المدينة إلى الإله أبولون والبطلة الأسطورية قورينا، غير أن المؤرخين يرجحون أن تأسيسها الحقيقي كان على يد مستوطنين من ثيرا (سانتوريني الحالية) في أواخر القرن السابع قبل الميلاد. حُكمت المدينة أولًا من قبل سلالة ملوك تُعرف باسم الباتِّيّين، الذين ازدهروا بفضل موجات الهجرة المتتالية وتصدير الخيول ونبتة السيلفيوم الطبية. وبحلول القرن الخامس قبل الميلاد، بسطت نفوذها على المدن الأخرى في برقة.
كانت مركزًا لمدرسة الفلسفة القورينائية، التي أسسها أرستيبوس، أحد تلامذة سقراط، في القرن الرابع قبل الميلاد. خلال الحقبة الهلنستية، تعاقب عليها حكم مملكة البطالمة، كما كانت عاصمة لمملكة مستقلة لفترة من الزمن، وكانت كذلك مركزًا مهمًا للجالية اليهودية.
في عام 96 ق.م، أصبحت جزءًا من الجمهورية الرومانية، ضمن مقاطعة كريت وبرقة. في عام 115م، دُمِّرت المدينة خلال ثورة الشتات اليهودية، وأعيد إعمارها ببطء على مدى القرن التالي. تعرّضت لزلزالين مدمرين في عامي 262 و365م، لكن بقي فيها بعض السكان حتى الفتح الإسلامي للمغرب سنة 642، ثم هُجرت حتى أنشأت القوات الإيطالية قاعدة عسكرية في الموقع سنة 1913، ومنذ ذلك الوقت بدأت أعمال التنقيب الأثري.

## الاسم
Cyrene هو الشكل اللاتيني لاسم المدينة الإغريقي (Κυρήνη)، وأصل التسمية غير مؤكد. نسب الإغريق الاسم إلى الأميرة الثِسالية الأسطورية قورينا، التي يُقال إنها أسست المدينة بمساعدة أبولو (إله إغريقي). وقد نسب بعض الباحثين المحدثين الاسم إلى نبع يُعرف بـ"كيرا" (Κύρα)، الذي اعتبره سكان المدينة من اليونانيين والرومان مقدسًا لأبولون. إلا أن الأسطورة المتعلقة بقورينا الثِسالية تسبق، فيما يبدو، أي ذكر للنبع، ويقترح يانكو أن المستوطنين القادمين من ثيرا تبنّوا الاسم والأسطورة ليتناسبا مع موقع محلي كانت له تسمية مشابهة بلغة محلية غير موثقة من لغات الليبو أو الجرامنت.

## التاريخ
استوطن البشر منطقة برقة منذ العصر الحجري القديم. وتشير بعض الأدلة إلى وجود سكن في الكهوف أسفل الأكروبوليس قد يسبق الاستيطان اليوناني. ويرجّح أن المينويون والميكيانيون زاروا قورينا في العصر البرونزي نظرًا لموقعها على أقصر الطرق البحرية بين بحر إيجة ومصر، إلا أن الأدلة الأثرية على ذلك تقتصر على مذبح صغير وخاتم مينوي، ربما نُقِلا لاحقًا إلى المنطقة.

### التأسيس
وفقًا لإحدى الأساطير اليونانية المسجلة لدى بندار في أوائل القرن الخامس قبل الميلاد، فإن الإله أبولون وقع في حب الصيادة قورينا، ونقلها إلى ليبيا حيث أنجبت منه ابنها أرستياس. وتذكر المصادر التاريخية الإغريقية، ومنها هيرودوت في كتابه التواريخ، ونقش من القرن الرابع قبل الميلاد عُثر عليه في قورينا، أن مجموعة من الإغريق القادمين من كريت، والذين طُردوا من أسبرطة واستقروا لاحقًا في ثيرا، أسسوا قورينا عام 631 ق.م بقيادة باتوس الأول، بعد أن أشار عليهم عرّاف دلفي بذلك.
وتُرجع بعض الروايات مغادرة المستوطنين لثيرا إلى المجاعة، فيما تعزوها أخرى إلى حرب أهلية. وتُجمع أغلب المصادر على أن المستوطنين أقاموا أولًا في جزيرة قرب أزيريس (شرق درنة)، قبل أن ينتقلوا إلى قورينا. مدى صحة هذه الروايات غير واضح، خاصة ما يتعلق بكون ثيرا هي "المدينة الأم" الوحيدة لقورينا. فالعلاقات مع مدن أخرى مثل أسبرطة وساموس المذكورة في هذه الروايات غير مؤكدة.
وتؤكد المكتشفات الأثرية، خصوصًا الخزف، أن الاستيطان اليوناني بدأ في منتصف القرن السابع قبل الميلاد، ويعود هذا الخزف إلى ثيرا، وأسبرطة، وساموس، وروذوس. وبدأت المستوطنة من مرتفع يمتد شرقًا من الأكروبوليس حتى الأغورا، ثم توسعت شرقًا بسرعة. وقد أُسست المعابد المخصصة لـ أبولون (شمال الأكروبوليس)، وديمتر (جنوبه)، وزيوس (شرقه) في القرنين السابع والسادس قبل الميلاد. وتُظهر الأدلة الأثرية أن عدة مواقع أخرى في برقة كـ أبولونيا، وأويسبريدس، وتاوخيرا (وهما بنغازي وتوكرة اليوم) استوطنت في نفس الفترة.

### العصر الآرخي
حكم المدينة بعد تأسيسها سلسلة من الملوك ينحدرون من باتوس الأول. وبحلول القرن السادس قبل الميلاد، أصبحت قورينا المدينة الأقوى في المنطقة. في النصف الأول من ذلك القرن، شجّع باتوس الثاني القوريني المزيد من المستوطنين الإغريق على القدوم من بيلوبونيز وكريت، مما أدى إلى صراع مع الليبيين المحليين، حيث استنجد ملكهم أدكران بمصر نحو عام 570 ق.م. وأرسل الفرعون أبرييس حملة عسكرية ضد قورينا، لكنه هُزم في معركة إيراسا.

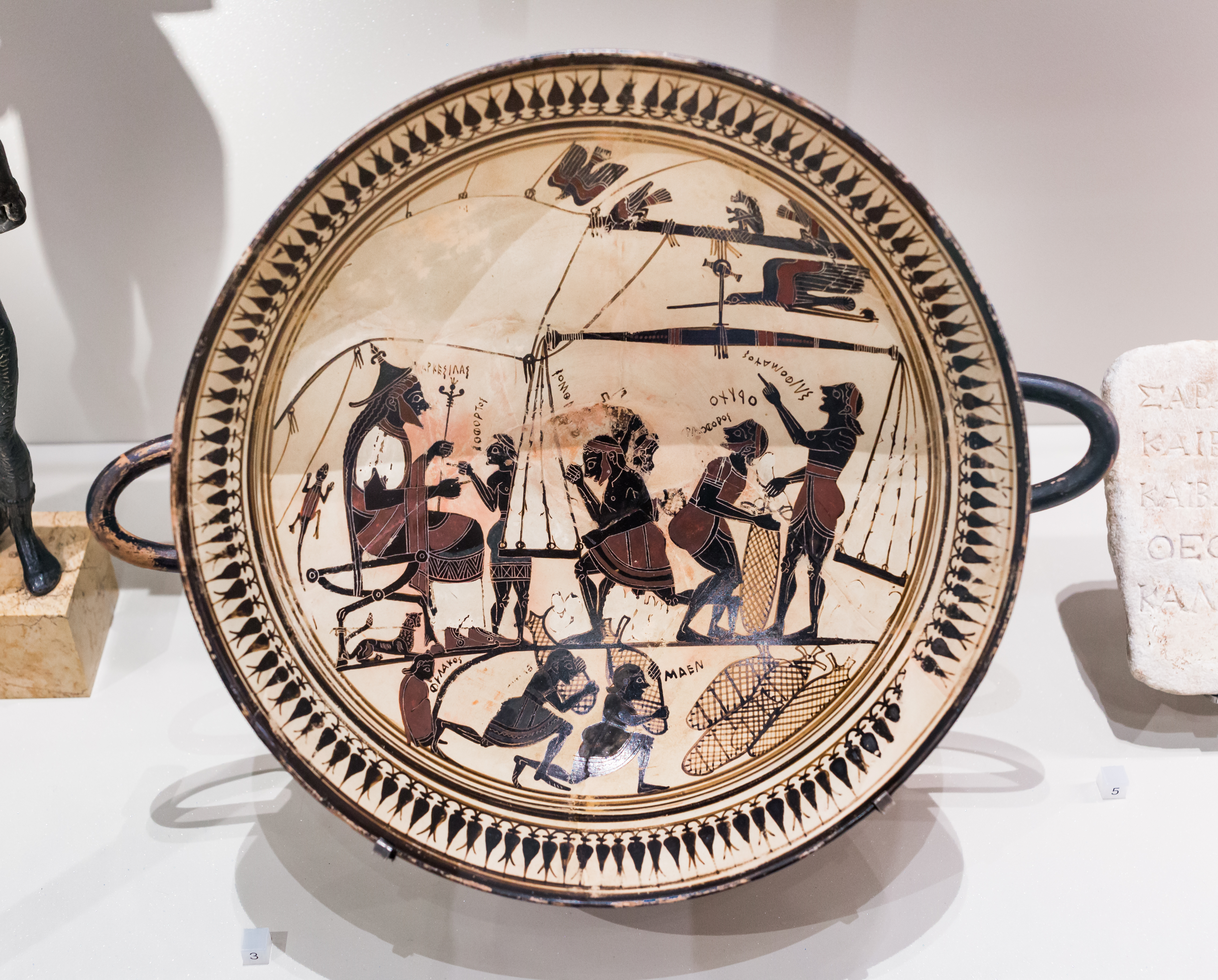
أرسكيلاس الثاني يشرف على وزن السيلفيوم للتصدير، على كيليكس لاكوني، حوالي 565–560 ق.م.

ووفقًا لهيرودوت، فقد أدى الصراع مع أرسكيلاس الثاني "القاسي" (نحو 560–550 ق.م) إلى مغادرة إخوته المدينة وتأسيسهم برقة غربًا. لكن الأدلة الأثرية تُظهر وجودًا يونانيًا في برقة يسبق هذا التاريخ، ويعود إلى القرن السابع ق.م. هُزم أرسكيلاس من قبل أهل برقة والليبيين في معركة ليوكو، وقُتل على يد شقيقه، وخلفه ابنه الرضيع باتوس الثالث (نحو 550–530 ق.م) الذي شهد عهده اضطرابات داخلية. وقد حلّ ديموناكس، المشرّع من مانتينيا، هذه الأزمة بإصلاحات قانونية.
تقلّصت سلطات الملك على يد ديموناكس لتقتصر على الشؤون الدينية، بينما انتقلت السلطة السياسية للشعب القوريني، وقُسم المواطنون إلى ثلاث قبائل. ويُرجّح أيضًا أنه ساهم في الصلح مع برقة وأدخل المحاكمة بالنزال.
أما ابن باتوس الثالث، أرسكيلاس الثالث القوريني (نحو 530–515 ق.م)، فقد حاول إلغاء إصلاحات ديموناكس، مما أدى إلى نفيه. لكنه عاد بجيش من ساموس واستعاد السيطرة، إلا أنه أُجبر على المغادرة مجددًا، وقُتل في برقة. لجأت والدته فريتيمي إلى الحاكم الأخميني لمصر، أريانديز، الذي حاصر المدينة ودمّرها عام 515 ق.م. ووفقًا لهيرودوت، فقد مرّ أريانديز بجيشه عبر قورينا، ثم ندم على عدم الاستيلاء عليها، وحاول الرجوع لكنه مُنع. وتبدو القصة غريبة، وقد تكون المدينة قد خضعت بالفعل للفرس. وقد كُشف عن بقايا معبد خارج أسوار المدينة دُمّر في تلك الفترة على يد الفرس.

### العصر الكلاسيكي

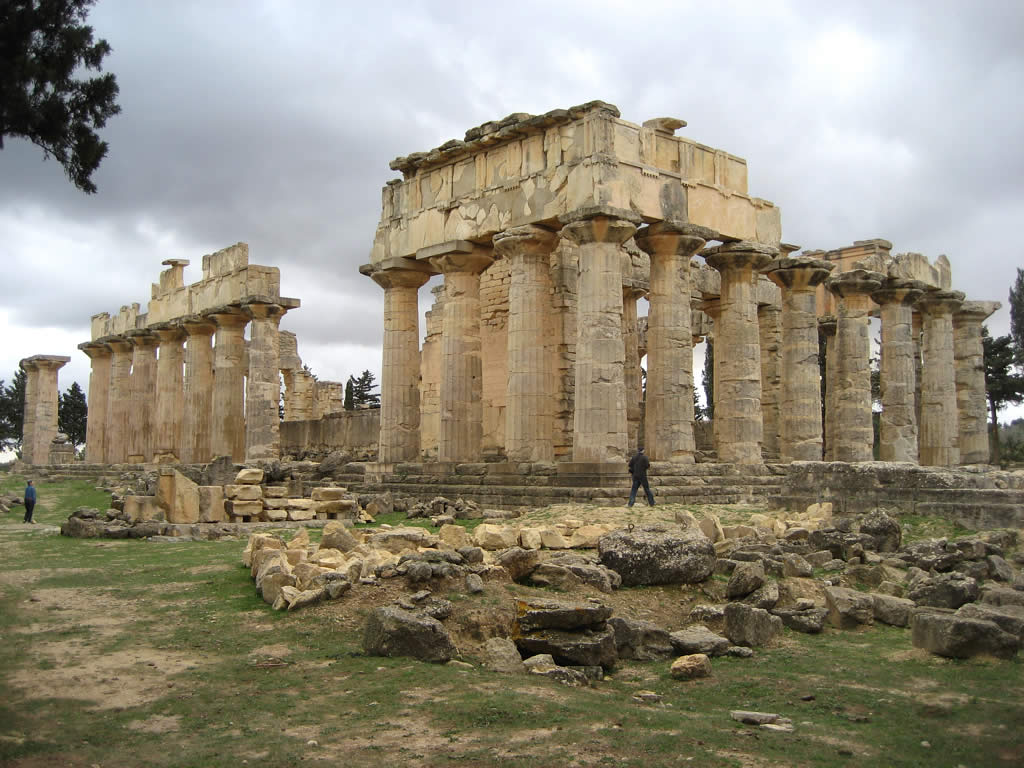
معبد زيوس في قورينا

في القرن الخامس قبل الميلاد، وربما نتيجة للتدخل الفارسي، يبدو أن نفوذ قورينا على بقية المدن الإغريقية في برقة ترسخ ليصبح سيطرة سياسية مؤسسية. شهدت المدينة ازدهارًا، ويعود تاريخ بناء معابد أبولون وزيوس وديمتر، وكذلك منشآت في الأغورا إلى هذه الفترة. وكان الصادر المحلي الأهم لقورينا عبر جزء كبير من تاريخها المبكر هو عشبة السيلفيوم الطبية، التي يُعتقد أنها كانت تُستخدم كـمجهض. وقد صُوّرت على معظم نقود قورينا. وكان الطلب على السيلفيوم عاليًا إلى حد أنه استُنفد وانقرض بحلول نهاية القرن الأول قبل الميلاد. كما ربحت قورينا من تربية الخيول ومن تجارة الشحن العابرة بين مصر وبحر إيجة وقرطاج. وكانت محطة توقف للإغريق الراغبين بزيارة عرّاف آمون في سيوة.
فاز أرسكيلاس الرابع بسباق العربات في الألعاب البيثية عام 462 ق.م، وفي الألعاب الأولمبية القديمة عام 460 ق.م، وقد نظم بندار قصيدتيه البيثيتين الرابعة والخامسة احتفاءً بهذا النصر. بعد هذا الانتصار، نظم حملة جديدة من الاستيطان الإغريقي في أويسبريدس. لكن، وبعد مدة قصيرة، أُلغيت الملكية في قورينا في ظروف غامضة، ودُمّر قبر مؤسسها باتوس الأول. وفي عام 454 ق.م، منحت قورينا ملاذًا لبقايا جيش أثينا القديمة بعد هزيمته على يد الفرس في مصر. في السنوات التالية، يبدو أن برقة أصبحت المدينة الأبرز في المنطقة، ودخلت قورينا في صراعات متكررة مع المدن الإغريقية الأخرى في برقة ومع السكان الليبيين. وفي عام 414 ق.م، وخلال حرب البيلوبونيز، جنحت قوة إسبرطية كانت متجهة إلى صقلية نحو برقة بسبب الرياح، وقدمت لهم قورينا سفينتين من نوع ترايريم ومُرشدين بحريين لقيادتهم إلى صقلية.
نحو نهاية القرن الخامس قبل الميلاد، استولى شخص يُدعى أريستون على الحكم، وقتل نحو 500 من أبرز أهل قورينا ونفى آخرين. ويُحتمل أنه حاول تأسيس ديمقراطية جذرية على النموذج الأثيني. ووصل إلى قورينا عام 404 ق.م نحو 3000 ميسيني طردهم الإسبرطيون من ناوبكتوس، وانضموا للمنفيين، لكن غالبيتهم قُتلوا في معركة، أعقبها تصالح بين منفيي قورينا وأتباع أريستون. واستقر الميسينيون الناجون في أويسبريدس. وتشير بعض الدلائل إلى أن النزاعات المدنية استمرت خلال القرن التالي.
وفي القرن الرابع قبل الميلاد، دخلت قورينا في صراع مع قرطاج حول السيرت ومسارات التجارة العابرة للصحراء التي تنتهي عنده. وتم ترسيم الحدود عند مذابح الفيلينيين. ويُحتمل أن قورينا مدّت نفوذها شرقًا حتى الكتابات الكبرى. وبنت قورينا خزانة القورينيين في دلفي بين عامي 350 و325 ق.م. وعندما غزا الإسكندر الأكبر مصر عام 331 ق.م، واتجه غربًا لزيارة واحة سيوة، أرسلت قورينا وفدًا لإعلان صداقتها؛ ولم تخضع للحكم المقدوني. وتذكر إحدى النقوش أنه خلال مجاعة في أواخر عقد 320 ق.م، أرسلت قورينا أكثر من 800,000 مدمنوس من الحبوب (حوالي 40 مليون لتر) إلى مدن اليونان والأسرة الملكية المقدونية.

### العصر الهلنستي

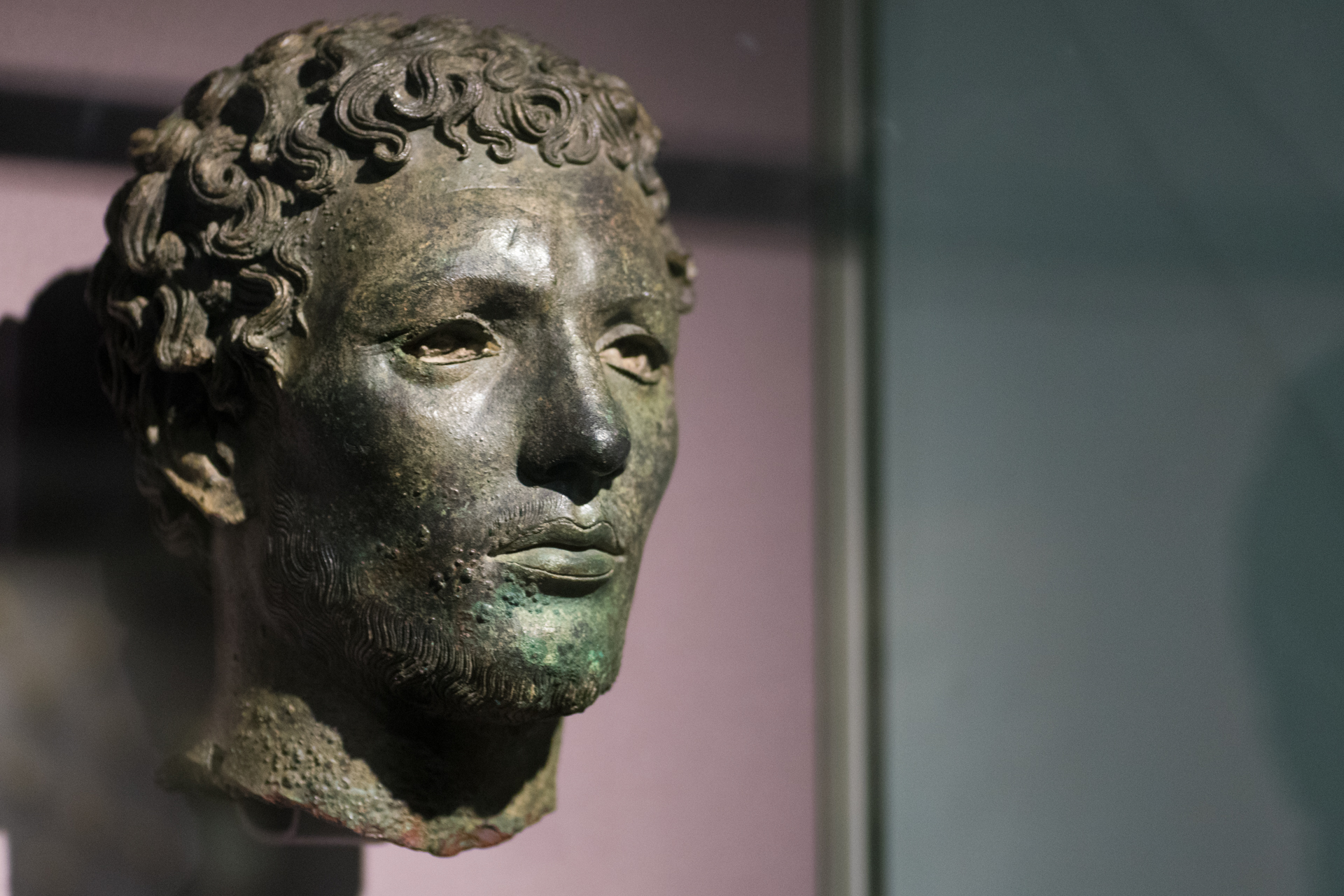
رأس برونزي من قورينا في المتحف البريطاني (حوالي 300 ق.م).

في عام 324 ق.م، تحالف المرتزق الإسبرطي ثيبرون مع منفيين من قورينا وبرقة في كريت، وغزا برقة، واستولى على ميناء قورينا، وأجبرها على قبوله حاكمًا. لكن أحد ضباطه، مناسيكليس، انضم إلى أهل قورينا وساعدهم على طرد قوات ثيبرون واستعادة الميناء. تحالفت قورينا مع الليبيين والقرطاجيين، لكن ثيبرون عاد في عام 322 ق.م وهزمهم. اندلعت ثورة ديمقراطية في قورينا، وطلب الأرستقراطيون المنفيون المساعدة من بطليموس الأول سوتر، الذي أرسل قائده أوفيلاس لاحتلال المدينة، ووضع دستورًا جديدًا لها، تم تسجيله على نقش كبير، وكان ذا طابع أوليغارشي صارم، مع ضمان دور دائم لبطليموس في إدارة المدينة.
اعترف بقية القادة المقدونيين بانضمام قورينا إلى المملكة البطلمية ضمن معاهدة تريباراديسوس عام 321 ق.م. حاول الثوار طرد الحامية البطلمية عام 313 ق.م، لكن بطليموس أرسل تعزيزات قضت على التمرد. وفي عام 308 ق.م، قاد أوفيلاس جيشًا من القورينيين والأثينيين لمساندة أغاثوكليس السيراقوسي في هجومه على قرطاج، لكنه قُتل فورًا بعد وصوله.

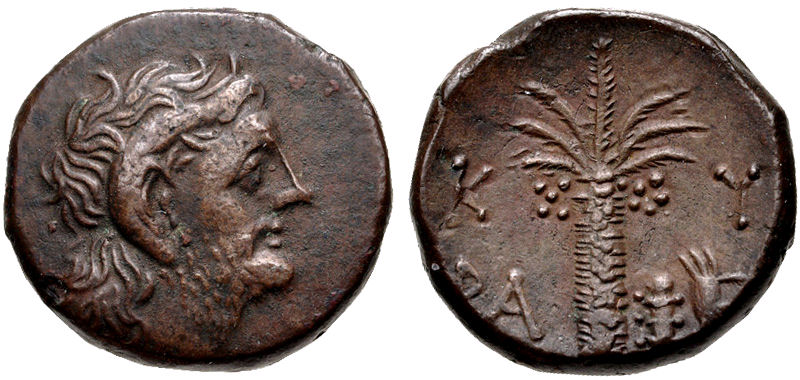
عملة لـ ماغاس ملك قورينا، حوالي 282/275–261 ق.م

تمردت قورينا مرة أخرى ضد بطليموس نحو عام 305 ق.م، واستُعيدت السيطرة عليها عام 300 ق.م على يد ماغاس ابن زوجته. وبعد وفاة بطليموس عام 282 ق.م، رفض ماغاس الخضوع لأخيه غير الشقيق بطليموس الثاني، وتوج نفسه ملكًا بحلول عام 276 ق.م. وتزوج أباما ابنة الملك السلوقي أنطيوخوس الأول، وساعده في غزو مصر خلال الحرب السورية الأولى دون نجاح. وتشير النقوش إلى تضخم كبير في أسعار الغذاء، وحملة لجمع التبرعات، ربما لترميم الأسوار.
بعد وفاته، دعت أباما الأمير المقدوني ديميتريوس الوسيم ليتزوج ابنتها برنيكي الثانية ويتولى الحكم، لكنه قُتل بعد صراع قصير معها. ثم تزوجت برنيكي بطليموس الثالث عام 246 ق.م، ما أعاد قورينا إلى الحكم البطلمي. وفي تلك العملية، دُمّرت أويسبريدس، وأُعيد تأسيسها باسم برنيكي، وشكلت مدن برقة اتحادًا يُعرف بـ"البنتابوليس"، أصدر عملته الخاصة. كما يبدو أن الإصلاحات الدستورية التي قام بها إكديلوس وديموفانيس تعود لهذه الفترة.

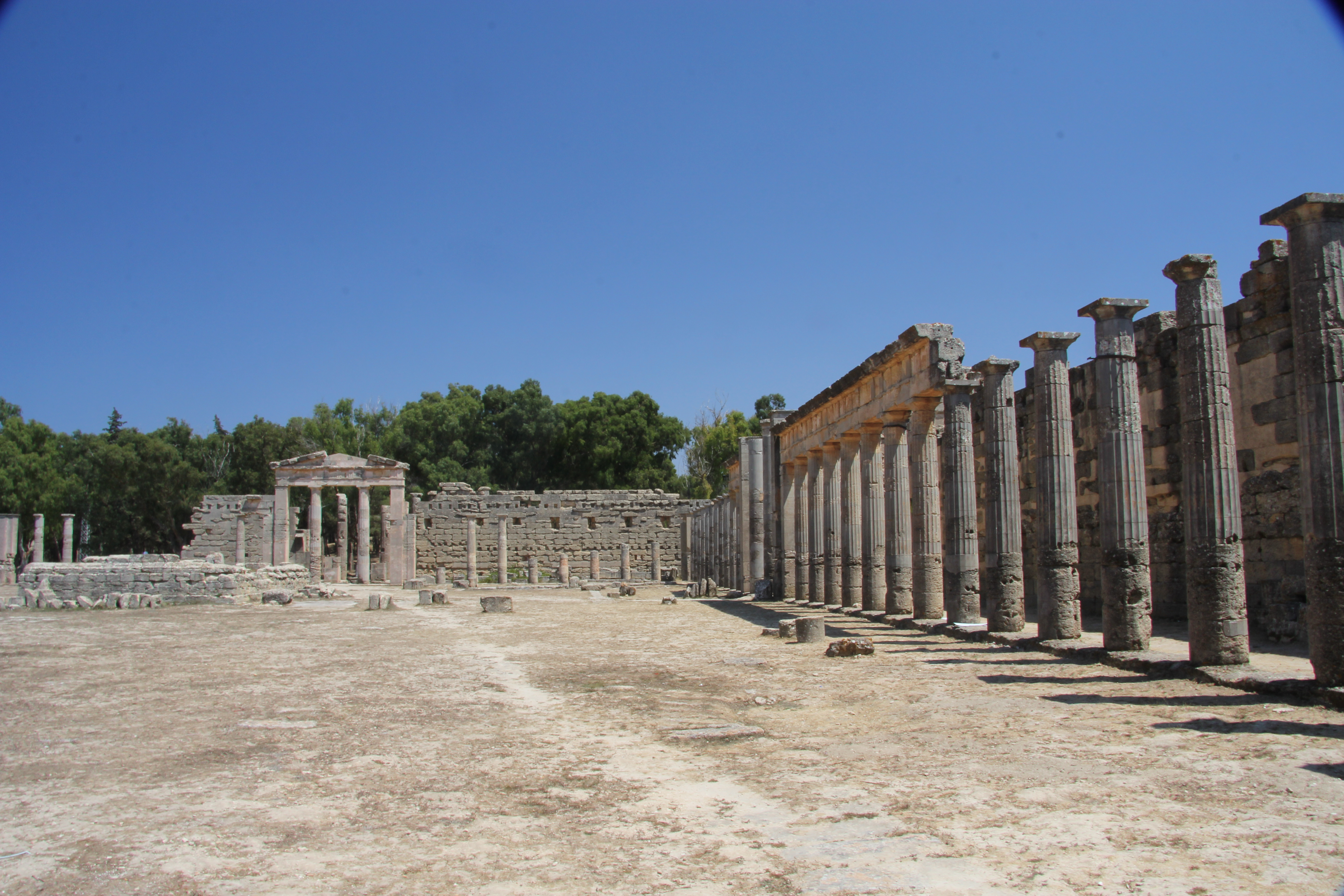
الجمناسيوم في قورينا

خضعت قورينا لحكم مباشر، ووضعت فيها حامية، وعُيِّن عدد من موظفي البلاط البطلمي في كهنوت أبولون. وفي عام 163 ق.م، أصبحت قورينا مملكة منفصلة لـبطليموس الثامن بعد طرده من مصر. تمردت المدينة ضده، لكنها هُزمت. ويُحتمل أنه منح أبولونيا استقلالًا كميناء منفصل كمكافأة على ولائها. أطلق بطليموس مشاريع بناء ضخمة في المدينة، شملت جمناسيوم ضخمًا. كما نُقش وصيته التي وعد فيها بتوريث قورينا إلى الجمهورية الرومانية إذا مات دون ورثة، لكنه استعاد حكم مصر عام 145 ق.م. وخلال الصراعات السلالية التالية، بقيت قورينا على الأرجح تحت حكم بطليموس الثامن، ثم بطليموس التاسع. ويبدو أنها أُعطيت لابنه غير الشرعي بطليموس أبيون كمملكة مستقلة حوالي 105–101 ق.م، وقد أوصى هو الآخر بتوريثها لروما عند وفاته دون ورثة، فانتقلت إلى الحكم الروماني عام 96 ق.م.
أصبحت المدينة مركزًا هامًا لليهود خلال العصر الهلنستي. ويُقال إن كتاب سفر المكابيين الثاني، أحد الأسفار القانونية الثانية، هو تلخيص لعمل مؤلف من خمسة مجلدات كتبه يهودي متهلن يُدعى جاسون القوريني، عاش نحو عام 100 قبل الميلاد.

### العصر الروماني

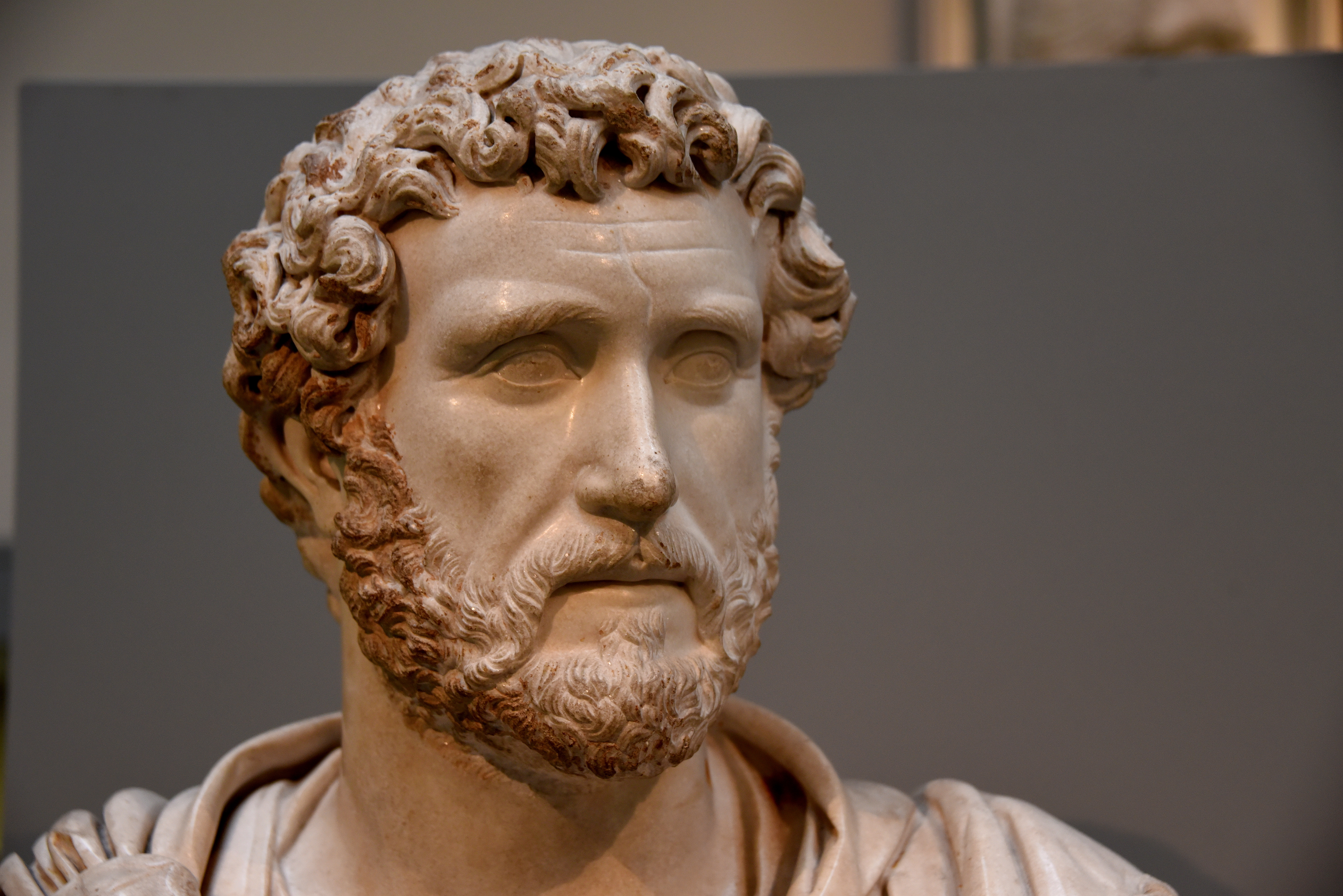
تمثال نصفي من الرخام للإمبراطور أنطونينوس بيوس (حكم 138–161م)، من منزل جيسون ماغنوس في قورينا، موجود الآن في المتحف البريطاني، لندن

بعد عام 96 ق.م، تجاهل الرومان الإقليم الجديد في البداية. يذكر بلوتارخ طاغيةً على قورينا يُدعى نيقوكراطيس، أطاحت به زوجته أريتافيلا القورينية، وخلفه شقيقه ليارخوس الذي قُتل بدوره. زار لوكولوس المدينة عام 87 ق.م، وقضى على الحكم الاستبدادي ومنح قورينا دستورًا جديدًا. لكن الرومان لم يرسلوا واليًا إلى المنطقة إلا عام 74 ق.م، وهو بوبليوس كورنيليوس لينتولوس مارسيلينوس. وفي وقت ما بين 67 و30 ق.م، أصبحت برقة جزءًا من المقاطعة الرومانية كريت وبرقة. كانت العاصمة الإدارية في كريت، لكن قورينا ظلت المدينة الرئيسية في برقة، وعاشت فترة ازدهار كبير في القرن الأول الميلادي، حيث يرجع الكثير من البناء في المدينة إلى تلك الفترة. وفي منتصف القرن الأول الميلادي، أطلقت السلطات الرومانية حملة مسح واسعة لاستعادة الأراضي العامة المحيطة بقورينا والتي كانت قد تحولت إلى ملكية خاصة وتوقفت عن دفع العوائد إلى الخزانة العامة.
وبسبب عدد سكانها اليهود الكبير، أصبحت قورينا مركزًا مبكرًا للمسيحية. فشخص من قورينا يُدعى سيمون القيرواني حمل الصليب المعد للسيد المسيح. وتذكر أعمال الرسل أن يهودًا من قورينا سمعوا التلاميذ يتكلمون بلغتهم في عيد العنصرة في القدس، وتذكر لاحقًا أن مسيحيين من قورينا وقبرص كانوا من بين المجتمعين. ووفقًا لتقليد الكنيسة القبطية الأرثوذكسية، فإن مؤسسها، القديس مرقس، كان من قورينا، ورسم أول أسقف لها.
اندلع تمرد يهودي ضخم، يُعرف بـثورة الشتات، في برقة ومصر وبلاد الرافدين وقبرص واليهودية عام 115م. نُهبت قورينا ودُمّرت معظم مباني المدينة. وتذكر المصادر الأدبية أن 220,000 شخص قُتلوا قبل أن يقمع ماركيوس توربو التمرد. ووفقًا لـأوسابيوس القيصري، فقد ترك التمرد اليهودي ليبيا مفرغة سكانيًا لدرجة أن الإمبراطور هادريان اضطر لإنشاء مستوطنات جديدة فيها بعد سنوات قليلة لضمان استمرار الحياة في المنطقة. وتشير النقوش والدلائل الأثرية إلى أعمال ترميم استمرت حتى عهد الإمبراطور كومودوس. كانت قورينا عضوًا مبكرًا في بانهيليون هادريان، وتُسجل إحدى النقوش محاولاتها منع إحدى المدن المجاورة من الانضمام إليه. وعادت قورينا للازدهار بحلول الربع الثالث من القرن الثاني الميلادي، وترجع إلى تلك الفترة عدة قصور، منها منزل جيسون ماغنوس.
وفي منتصف القرن الثالث الميلادي، بدأت اقتصاديات قورينا بالتدهور. وتسارع هذا الانحدار بعد زلزال وقع عام 262م، ودمّر جزءًا كبيرًا من المدينة. وبعد الكارثة، هاجم المدينة المرماريون، وهم بدو ليبيون، لكن تيناغينو بروبوس، والي مصر، هزمهم عام 269م. قام الإمبراطور كلوديوس الثاني القوطي بإعادة إعمار قورينا، وأطلق عليها اسم كلوديوبوليس. وأُعيد بناء العديد من المباني، لكن جدارًا دفاعيًا جديدًا بُني على عجل، اقتصر على النصف الغربي من المدينة. وانتقل المركز المدني شمالًا من شارع باتوس إلى شارع الوادي، وتم ملء العديد من الساحات العامة القديمة بمساكن ومحلات. وفي إصلاحات ديوكلتيانوس، أصبحت قورينا جزءًا من ليبيا العليا (المعروفة أيضًا بالبنتابوليس). ويذكر السنكسار الروماني، تحت تاريخ 4 يوليو، تقليدًا بأن الأسقف تيودور القوريني تعرّض للجلد وقُطعت لسانه خلال اضطهاد ديوكلتيانوس. وذكرت طبعات سابقة من السنكسار نفس الشخص (ربما) أيضًا تحت 26 مارس.

### العصر البيزنطي
دمر زلزال كريت 365 المدينة في 21 يوليو من ذلك العام. وقد عُثر على هياكل عظمية سحقها الحطام، وتذكر إحدى شواهد القبور الزلزال. وصف المؤرخ المعاصر أميانوس مارسيليانوس قورينا بأنها "مدينة قديمة لكنها مهجورة". ومع ذلك، قد يكون هذا التوصيف مبالغًا فيه، إذ تظهر الأدلة الأثرية أن معظم المباني تضررت، ولكن كثيرًا منها أُعيد بناؤه، بما في ذلك المعابد، التي لم تُغلق إلا مع اضطهاد الوثنيين في عهد ثيودوسيوس الأول عام 395م. ويبدو أن الاستيطان امتد شرقًا إلى ما بعد جدار كلوديوس القوطي، وبعد جيل من الزلزال، كانت قورينا مركزًا مهمًا. وقد نشأ سينيسيوس، الأرستقراطي الثري الذي أصبح أسقف بطولمايس، وتركت رسائله محفوظة، في قورينا بعد الزلزال. وتروي الرسالة رقم 67 من سينيسيوس حادثة رسامة غير نظامية لأسقف على يد فيلو القوريني، ووافق عليها أثناسيوس. وتذكر نفس الرسالة أن ابن شقيق هذا فيلو، وكان يحمل الاسم نفسه، أصبح أيضًا أسقفًا لقورينا.
بُنيت الكنيسة المركزية والشرقية في القرن الخامس أو السادس الميلادي، وتم تجديدهما عدة مرات. وحضر أسقف قورينا ويدعى روفوس مجمع أفسس الثاني عام 449، وكان لا يزال هناك أسقف للمدينة يُدعى ليونتيوس في زمن البطريرك أولوجيوس الإسكندري (580–607م). وقعت المدينة تحت حكم المسلمين عام 643م. ويبدو أنها هُجرت بعد ذلك بفترة، لكن اسمها القديم استمر في الظهور باسم "جرنة" في القرن التاسع عشر.

### التاريخ الحديث
كان الموقع مهجورًا تمامًا خلال أوائل العصر الحديث. زار فريدريك وليام بيتشي وريتشارد بريدجز بيتشي الموقع في عامي 1821–1822، وقاما بإعداد أولى مخططات الموقع. في وقت لاحق من القرن، قام القنصل الفرنسي في بنغازي بنهب جزء من مقبرة ونقلها إلى اللوفر. وأُجريت أولى الحفريات المنهجية على يد روبرت مردوخ سميث وE. A. Porcher في عامي 1860 و1861؛ وقد نُقل معظم ما عُثر عليه إلى المتحف البريطاني. ومن بين المكتشفات أبولو القوريني ورأس برونزي فريد لرجل أفريقي. بدأ الأمريكي ريتشارد نورتون (عالم آثار) حفريات أكثر علمية في عام 1910، لكنها توقفت بسبب الغزو الإيطالي لليبيا عام 1911. ويقع على الموقع قبر عالم النقوش المرافق للحفريات، هربرت دو كو، الذي قُتل في ظروف غامضة.
أسست الحكومة الاستعمارية الإيطالية قاعدة عسكرية في الموقع عام 1913. وخلال بناء القاعدة، عثر الجنود الإيطاليون على "فينوس القورينية"، وهي تمثال رخامي بلا رأس يمثل الإلهة فينوس، وهو نسخة رومانية عن أصل يوناني، ما دفعهم إلى حصر قاعدة الجيش في الأكروبول. نُقل التمثال إلى روما، حيث بقي حتى عام 2008، حين أُعيد إلى ليبيا. نشأت قرية شحات على أنقاض الموقع نتيجة للوجود الإيطالي.
أنشأ الإيطاليون مصلحة للآثار، وبعد اكتشاف فينوس القورينية، أجروا حفريات واسعة النطاق في قورينا ارتبطت ارتباطًا وثيقًا بدعاية النظام. طُرد علماء الآثار الإيطاليون عام 1943 بعد أن سيطر الحلفاء على برقة. قام ريتشارد غودتشايلد، مدير مصلحة الآثار بين عامي 1955 و1966، بنقل قرية شحات إلى الجنوب خارج الموقع، لكنها توسعت لاحقًا لتغطي جزءًا كبيرًا من النيكروبول الجنوبي. كما أعاد الإشراف على الحفريات إلى البعثة الإيطالية التي حفرت أجزاء كبيرة من الموقع وقامت بترميم عدد من المباني باستخدام تقنية الأنستيلوسيس.
أُدرج الموقع على قائمة مواقع التراث العالمي لدى اليونسكو عام 1982. ومنذ عام 2006، عمل صندوق التراث العالمي بالتعاون مع الجامعة الثانية في نابولي، ومصلحة الآثار الليبية، ووزارة الثقافة الليبية، على الحفاظ على الموقع من خلال تطبيق أساليب حماية شاملة وتدريب الأيدي العاملة المحلية الماهرة وغير الماهرة. وقامت البعثة، بقيادة الصندوق، بأعمال ترميم عاجلة على المسرح داخل محراب أبولو.
في عام 2017، أضافت اليونسكو قورينا إلى قائمة مواقع التراث العالمي المعرضة للخطر.

### الأكروبوليس
يقع الأكروبوليس غرب الأغورا وجنوب محراب أبولو عند النهاية الغربية لما يُعرف بـ"طريق سكيروتا" أو "شارع باتوس". وكان الأكروبوليس يضم القصر الملكي ومصدر النبع المقدس المعروف بـ"نافورة أبولو"، والذي كان يجري عبر محراب أبولو إلى الشمال.

### الأغورا
تقع الأغورا في وسط المدينة، وتضم رواقًا شرقيًا وآخر غربيًا، بالإضافة إلى عدد من المعابد مثل معبد أبولو أرخيغيتيس.

### منزل جيسون ماغنوس
يُعد هذا المنزل واحدًا من أفخم المباني السكنية في قورينا، ويعود تاريخه إلى القرن الثاني الميلادي. ويحتوي على تماثيل فخمة ومجموعة من الأرضيات الفسيفسائية.

### القيصارية ورواق هيرمس وهرقل
تضم المنطقة بين الأغورا ومعبد أبولو كلًا من القيصارية، التي كانت مكرسة لعبادة الأباطرة الرومان، ورواقًا مزدوجًا يحمل اسم هيرمس وهرقل.

### الخان
كان الخان مبنى كبيرًا يُستخدم لاستراحة المسافرين والتجار، ويقع على الطريق المؤدي إلى بوابة المدينة، ويعود تاريخه إلى العصر الروماني.

### محراب أبولو
يُعد محراب أبولو من أبرز معالم قورينا، وقد بُني لأول مرة في القرن السابع قبل الميلاد. وتضم المنطقة أيضًا معبدًا مكرّسًا لـديمتر. وتوجد مقبرة ضخمة تمتد على مسافة تقارب 10 كيلومترات بين قورينا ومينائها القديم أبولونيا.

### الحي المركزي
يقع الحي المركزي عند ملتقى شارع الوادي وشارع باتوس، ويحتوي على مبانٍ عامة ضخمة وعدد من القصور والمنازل الفاخرة.

### معبد زيوس

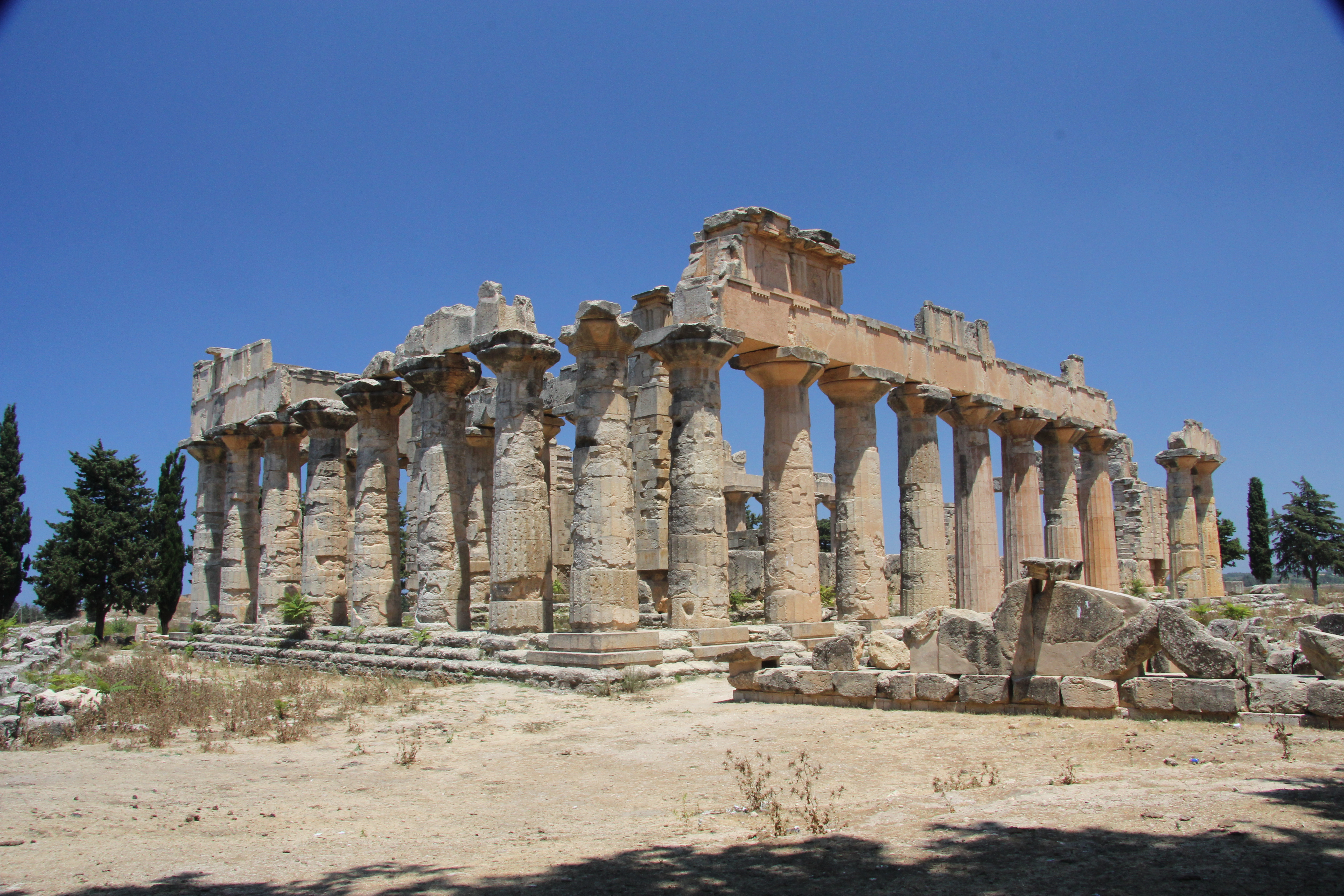
معبد زيوس المعاد بناؤه، كما يُرى من الجنوب الغربي.

كان معبد زيوس أكبر معبد يوناني في قورينا، ومن أضخم المعابد اليونانية على الإطلاق. شُيّد المعبد الأصلي من الطراز الدوري، وكان أوكتستايل بيريبتيرال، حوالي عام 500–480 قبل الميلاد. بلغ طوله 68.3 مترًا، وعرضه 30.4 مترًا، مما يجعله مشابهًا في الحجم لـمعبد زيوس في أولمبيا والبارثينون في أثينا. دعمت الشرفة الأمامية (البروناؤس) عمودان بين أنتيس، أما الشرفة الخلفية (الأوبيستودوموس) فدعمتها ثلاثة أعمدة. كانت السيلَّا مكونة من طابقين وتقسمها صفوف الأعمدة إلى ثلاث ممرات. وكان المعبد محاطًا برواق من الأعمدة يبلغ عددها ثمانية في الواجهة وسبعة عشر في الجوانب الطويلة. دمّره التمرد اليهودي الشتاتي سنة 115م، ثم أُعيد بناؤه جزئيًا في عهد ماركوس أوريليوس دون الأعمدة الجانبية. بين عامي 185 و192م، نُصبت فيه تماثيل دينية ضخمة مستوحاة من تمثال زيوس في أولمبيا. دُمّر مجددًا خلال زلزال عام 365م، ثم أُحرق على يد المسيحيين لاحقًا.

### الكنيسة الشرقية
بُنيت الكنيسة الشرقية في القرن الخامس أو السادس الميلادي، وهي واحدة من الكنائس الكبرى في قورينا، وقد خضعت لعدة مراحل من الترميم خلال العصر البيزنطي.

### محراب ديمتر وبيرسيفوني
يقع محراب ديمتر وبيرسيفوني، الذي يتضمن معبدًا ومجمعًا مسرحيًا، جنوب وادي بيل غدير خارج أسوار المدينة. وينقسم إلى ثلاث مصاطب: السفلية، والوسطى، والعليا. تعود الآثار إلى الفترة بين أواخر القرن السابع قبل الميلاد ومنتصف القرن الثالث الميلادي. عُثر في داخله على كميات ضخمة من المواد النذرية تشمل فخارًا ومصابيح وعملات ونقوشًا وتماثيل حجرية وخزفية ونقود ومجوهرات.

### النيكروبوليس

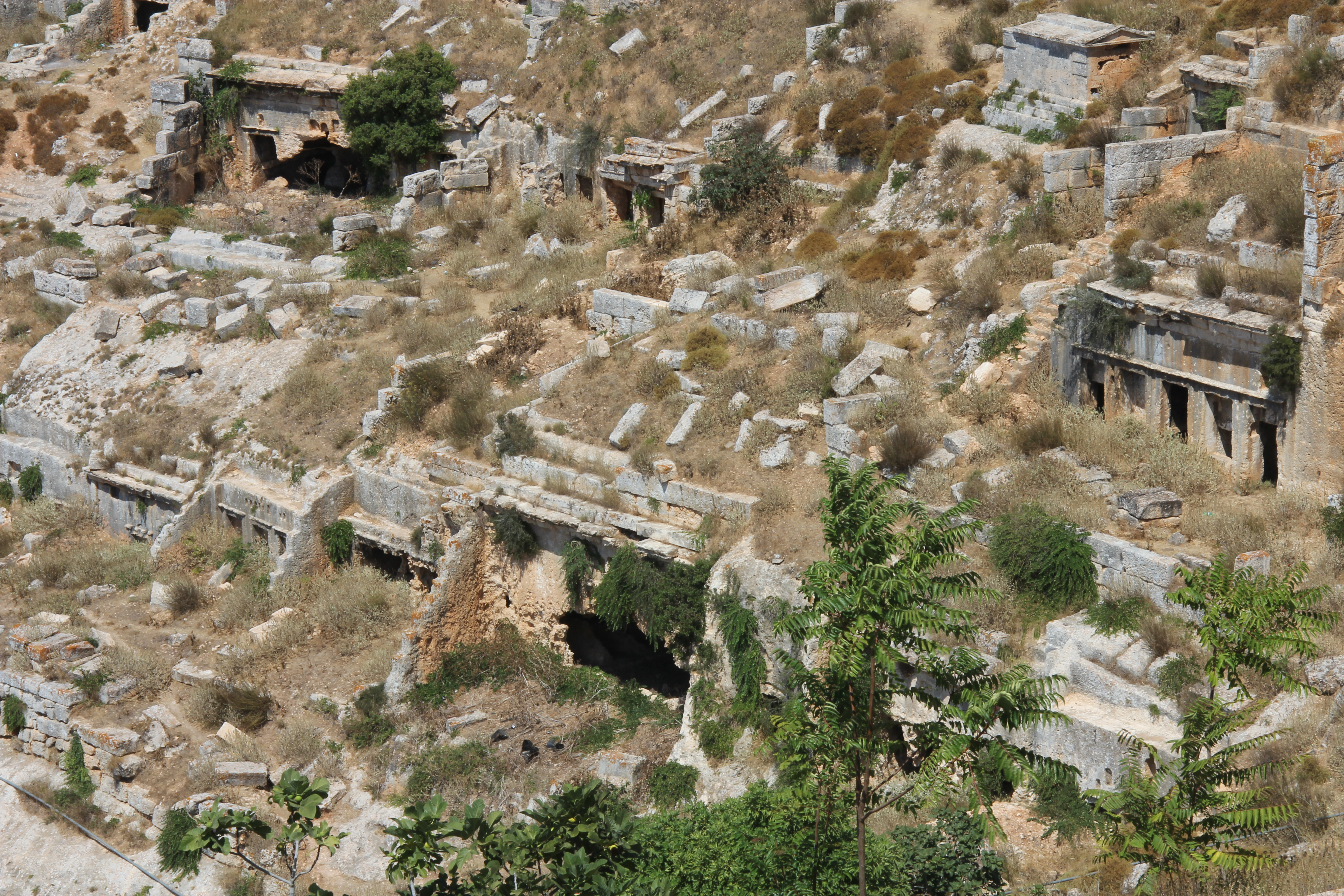
قبور منحوتة في نيكروبوليس قورينا.

تتكون النيكروبوليس من قبور، ومقابر منحوتة في الصخور، ومقابر على شكل معابد، وسراديب، وتعود إلى الفترة بين القرن السادس قبل الميلاد والقرن الخامس الميلادي. وتُعد واحدة من أكبر المقابر اليونانية المكتشفة، وتمتد على نحو 20 كم² جنوبًا وشمالًا من المدينة. تعرض الجزء الجنوبي منها إلى تعديات عمرانية بعد عام 2013، حيث جُرفت العديد من القبور. أما القسم الشمالي فهو محفوظ بشكل أفضل. وتضم بعض قبور العصر الروماني تجاويف لتماثيل المتوفين النصفية. ومن بين المكتشفات المتكررة تماثيل لـ"إلهة الموت"، وهي تمثال نصفي لامرأة - غالبًا بلا ملامح - في وضعية رفع الحجاب عن وجهها.

### نظام المياه
في أكتوبر 2023، كشفت السيول عن قناة مائية يُعتقد أنها تعود إلى الحقبة الرومانية.

## شخصيات بارزة
- أريثافيلا القورينية، سيدة نبيلة
- أريتي القورينية، فيلسوفة
- أرستيبوس (حوالي 435 – حوالي 356 ق.م)، فيلسوف ومؤسس المدرسة القورينية
- كارنياديس، فيلسوف ينتمي إلى الشك الأكاديمي
- كاليكراتيداس، قائد عسكري[80]
- كاليماخوس (310/305 – 240 ق.م)، شاعر وناقد وعالم في مكتبة الإسكندرية
- كراتيستينيس القوريني، فائز في الألعاب الأولمبية القديمة في سباق العربات، وكان له تمثال في أولمبيا نحتَه فيثاغورس النحّات.[81]
- إراتوستينس (276 – 194 ق.م)، عالم رياضيات وجغرافيا وفلك؛ وكان أمين مكتبة مكتبة الإسكندرية وأول من حسب محيط الأرض
- إيوغامون القوريني (القرن السادس ق.م)، شاعر ملحمي
- إيدايوس القوريني، فائز أولمبي في سباق الجري عام 275 ق.م.[82][83]
- لاسيديس القوريني (القرن الثالث ق.م)، فيلسوف
- فيلوستيفانوس، كاتب هلنستي
- بطلمية القورينية، فيلسوفة في الموسيقى
- سيمون القوريني، الرجل الذي ساعد في حمل الصليب المعد للسيد المسيح
- سينيشيوس (حوالي 373 – حوالي 414 م)، كاتب وأسقف بطولمايس (قورينائية)
- ثيودوروس القوريني (القرن الخامس ق.م)، عالم رياضيات
- ثيطيطوس القوريني، شاعر

### قائمة الأساقفة
الأساقفة المعروفون للمدينة يشملون:
- القديس لوقا بحسب التقليد
- ثيودورو (نشط حوالي 302)
- فيلو الأول (نشط حوالي 370)
- فيلو الثاني (نشط حوالي 370)
- روفو (نشط 449)
- ليونتيوس (نشط حوالي 600)

لم تعد قورينا أسقفية سكنية، بل تُدرجها الكنيسة الكاثوليكية اليوم كأسقفية اسمية. كما تعاملت الكنيسة الأرثوذكسية اليونانية معها كأبرشية اسمية أيضًا.

## معرض الصور

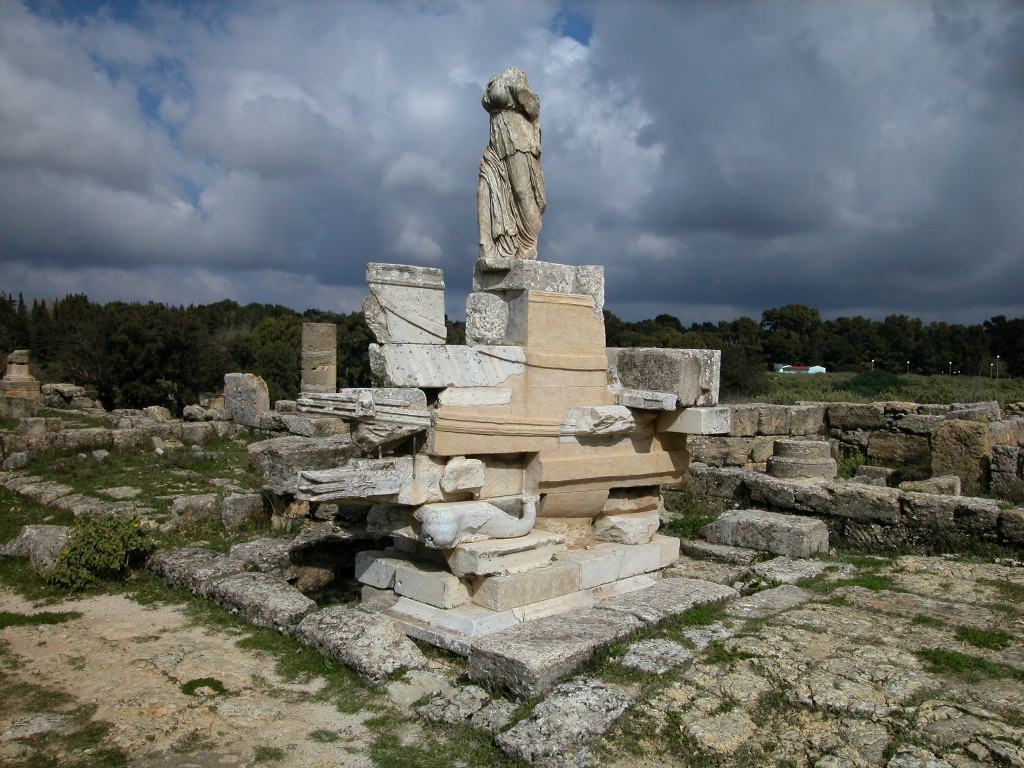
نُصُب النصر في الأغورا
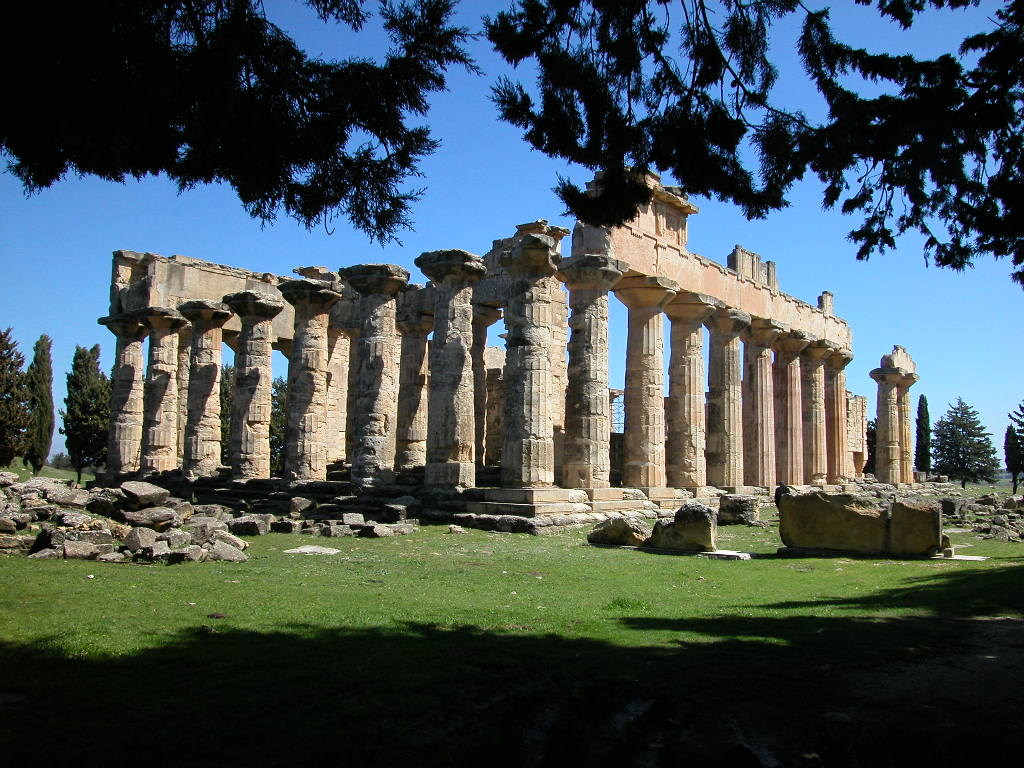
معبد زيوس
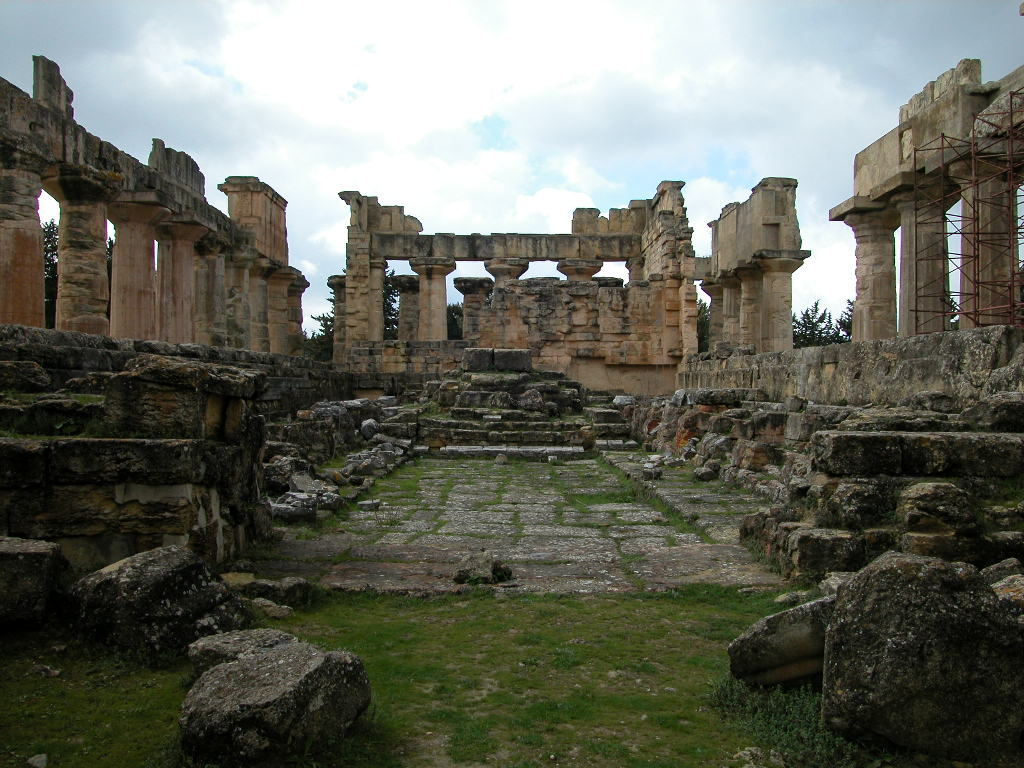
معبد زيوس (من زاوية أخرى)
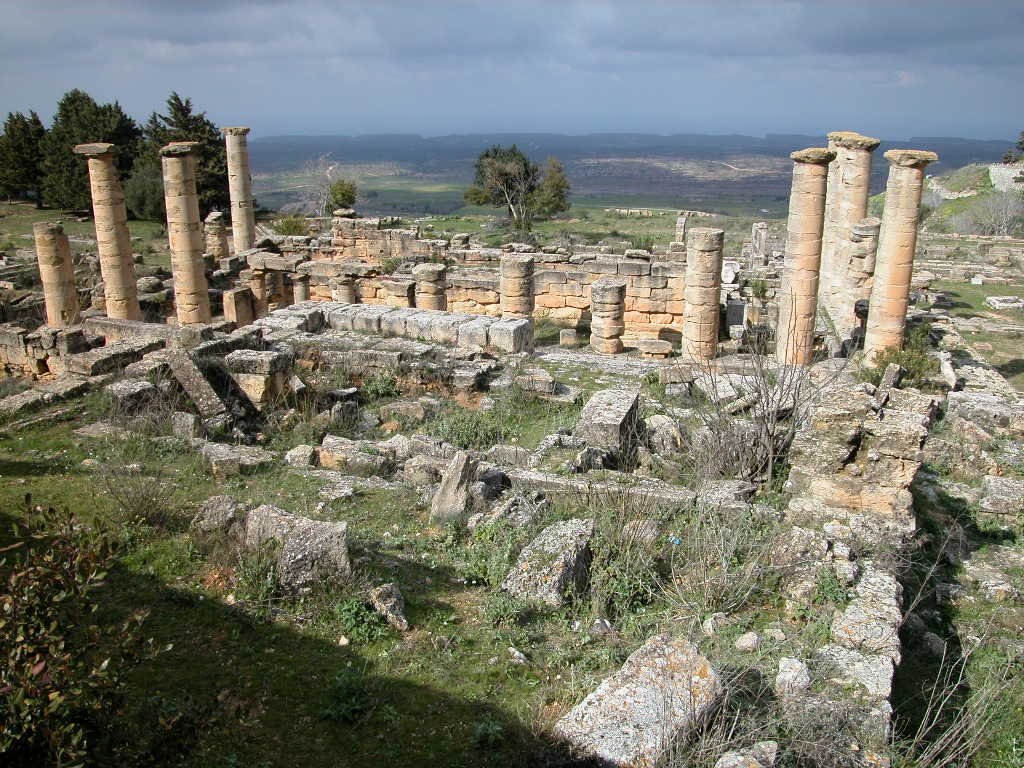
معبد أبولو
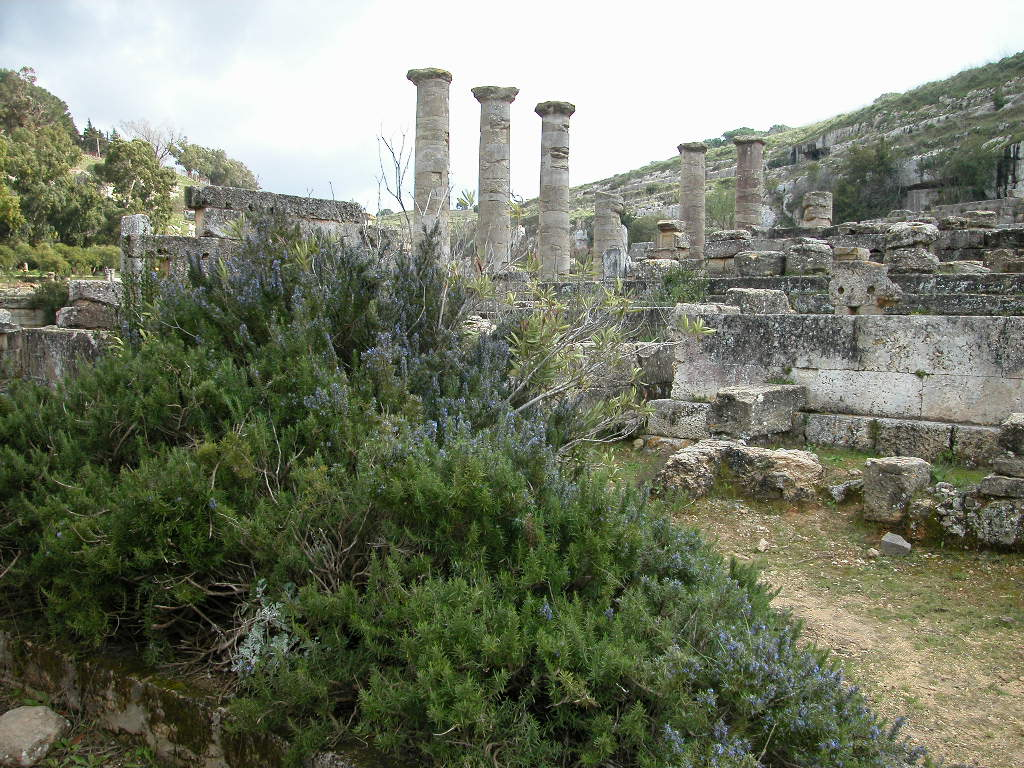
واجهة معبد أبولو
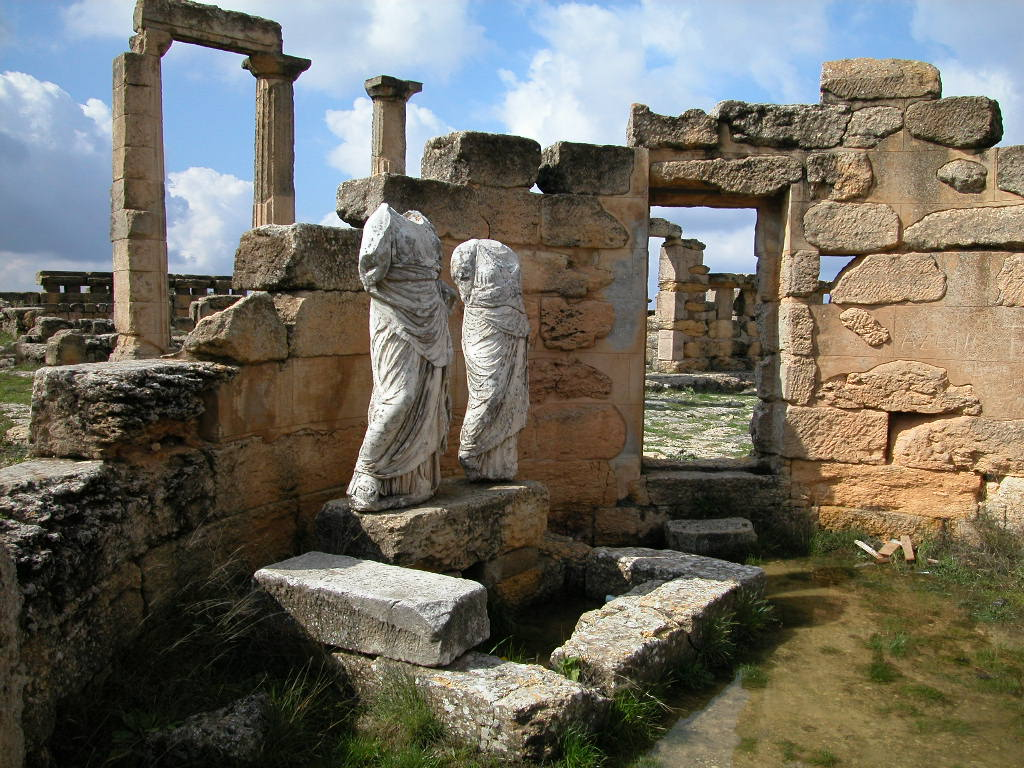
قبر باتوس، مؤسس المدينة
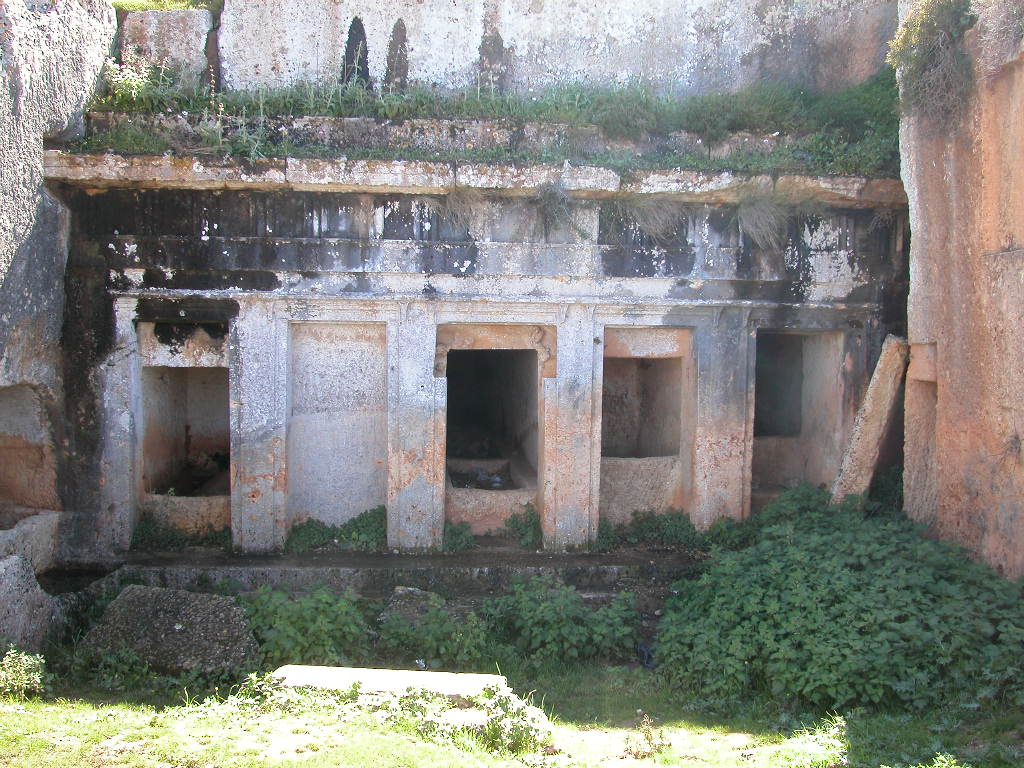
منظر عام للمدينة الأثرية
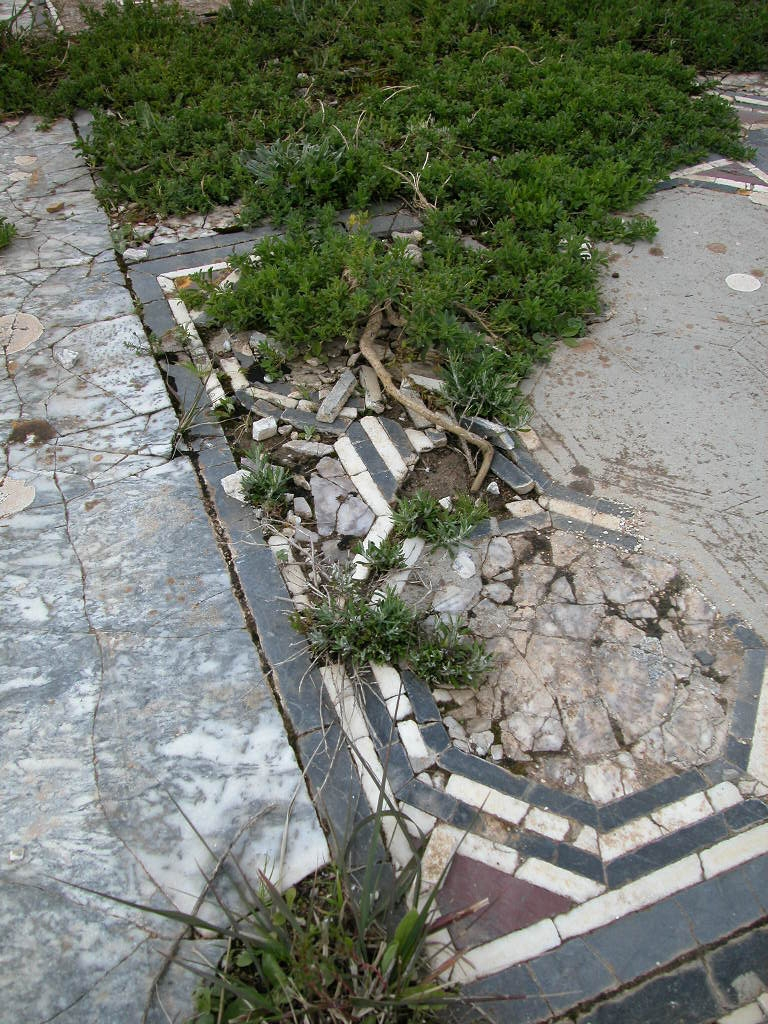
أنقاض أثرية من قورينا
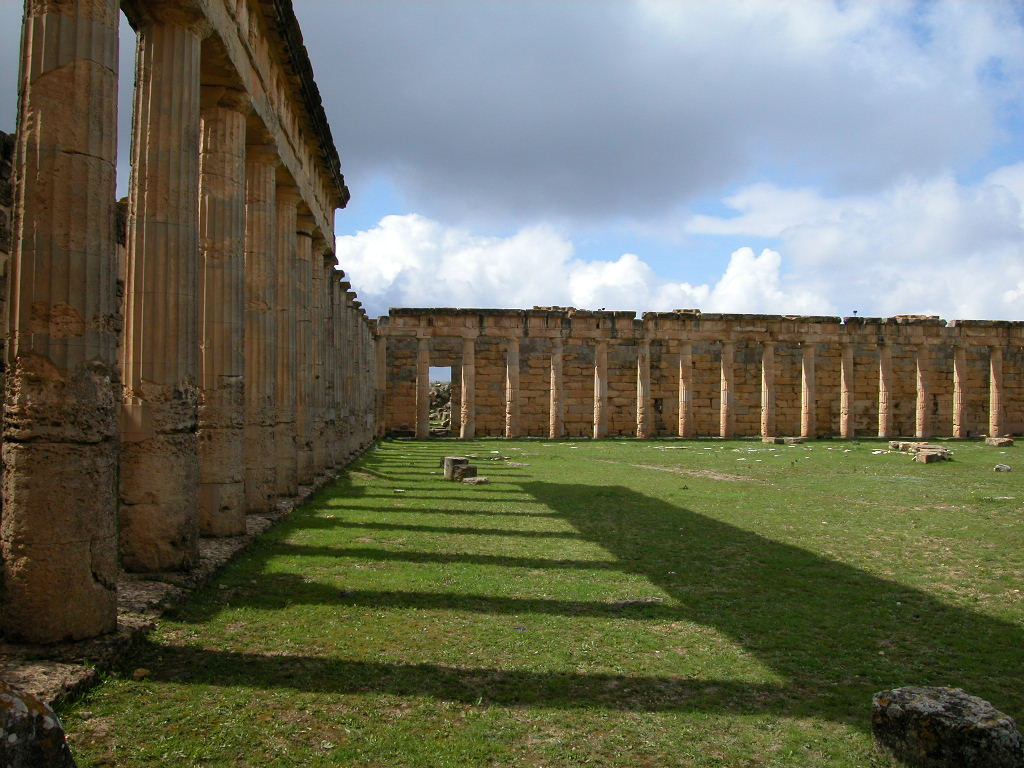
موقع غير محدد في المدينة الأثرية